# Simandi Angin
Simandi Angin is een bestuurslaag in het regentschap Padang Lawas Utara van de provincie Noord-Sumatra, Indonesië. Simandi Angin telt 66 inwoners (volkstelling 2010).